# Grabiszyce Średnie
Grabiszyce Średnie – wieś w Polsce, położona w województwie dolnośląskim, w powiecie lubańskim, w gminie Leśna.
W latach 1954–1961 wieś była siedzibą gromady Grabiszyce Średnie.

## Podział administracyjny
| SIMC    | Nazwa      | Rodzaj    |
| ------- | ---------- | --------- |
| 0190093 | Koprzywa   | część wsi |
| 0190101 | Mojków     | część wsi |
| 0190118 | Murowaniec | część wsi |

W latach 1975–1998 miejscowość administracyjnie należała do województwa jeleniogórskiego.

## Zabytki
Do wojewódzkiego rejestru zabytków wpisane są obiekty:
- zbór Braci Czeskich, obecnie kaplica rzymskokatolicka pw. Matki Bożej Różańcowej, z 1731 r.
- zespół pałacowy (nr 14), z XIX w.
  - pałac, z 1806 r., 1895 r.
  - park